# Álvaro de Bazán y Benavides
Álvaro de Bazán y Benavides (Nàpols, 12 de setembre de 1571 – 1646), II marquès de Santa Cruz de Mudela, I marquès del Viso i Gran d'Espanya, va ser un destacat marí de guerra de l'Imperi Espanyol per la seva actuació a la mar Mediterrània i a la Guerra dels Trenta Anys.

## Família
Álvaro de Bazán y Benavides va ser fill d'Álvaro de Bazán y Guzmán, I marquès de Santa Cruz de Mudela, i de Maria Benavides de la Cueva i net d'Álvaro de Bazán el Vell, d'una insigne estirp de militars i mariners de la Monarquia Hispànica durant els segles XVI i XVII.
Álvaro de Bazán y Benavides es va casar en 1590, a Almagro, amb Guiomar Manrique de Lara. La seva descendència va incloure dos fills i cinc filles. Una de les filles, Maria Bazán y Benavides, nascuda a Guadix, cas amb Íñigo Briceño de la Cueva, natural d'Almeria.

## Títols i càrrecs
Álvaro de Bazán y Benavides va comptar amb els següents títols de noblesa i càrrecs:
- II marquès de Santa Cruz de Mudela.
- I marquès del Viso, títol creat pel rei Felip III de Castella mitjançant Reial Despatx del 27 de febrer de 1611.
- Gran d´Espanya.
- II senyor de la Vila de Valdepeñas
- Patró del Santuari de Ntra. Sra. de las Nieves, a Almagro
- Comanador d'Alhambra i de la Solana, i Tretze de l'Orde de Santiago
- Administrador de l'Encomienda de la Peña de Martos, a l'Orde de Calatrava
- Capità General de les Galeres de Portugal, Nàpols i Espanya.
- Tinent General del Mar.
- Governador del Milanesat
- Mestre de Camp General a Flandes, al servei de l'arxiduquessa Isabel Clara Eugènia, germana de Felip III
- Maestre dels Consells d'Estat i Guerra del rei Felip IV de Castella, i Gentilhome de la seva cambra
- Majordom Major de la reina Isabel de Borbó, consort de Felip IV

## Actuacions destacades
Les principals activitats al llarg de la vida d'Álvaro de Bazán y Benavides van ser:

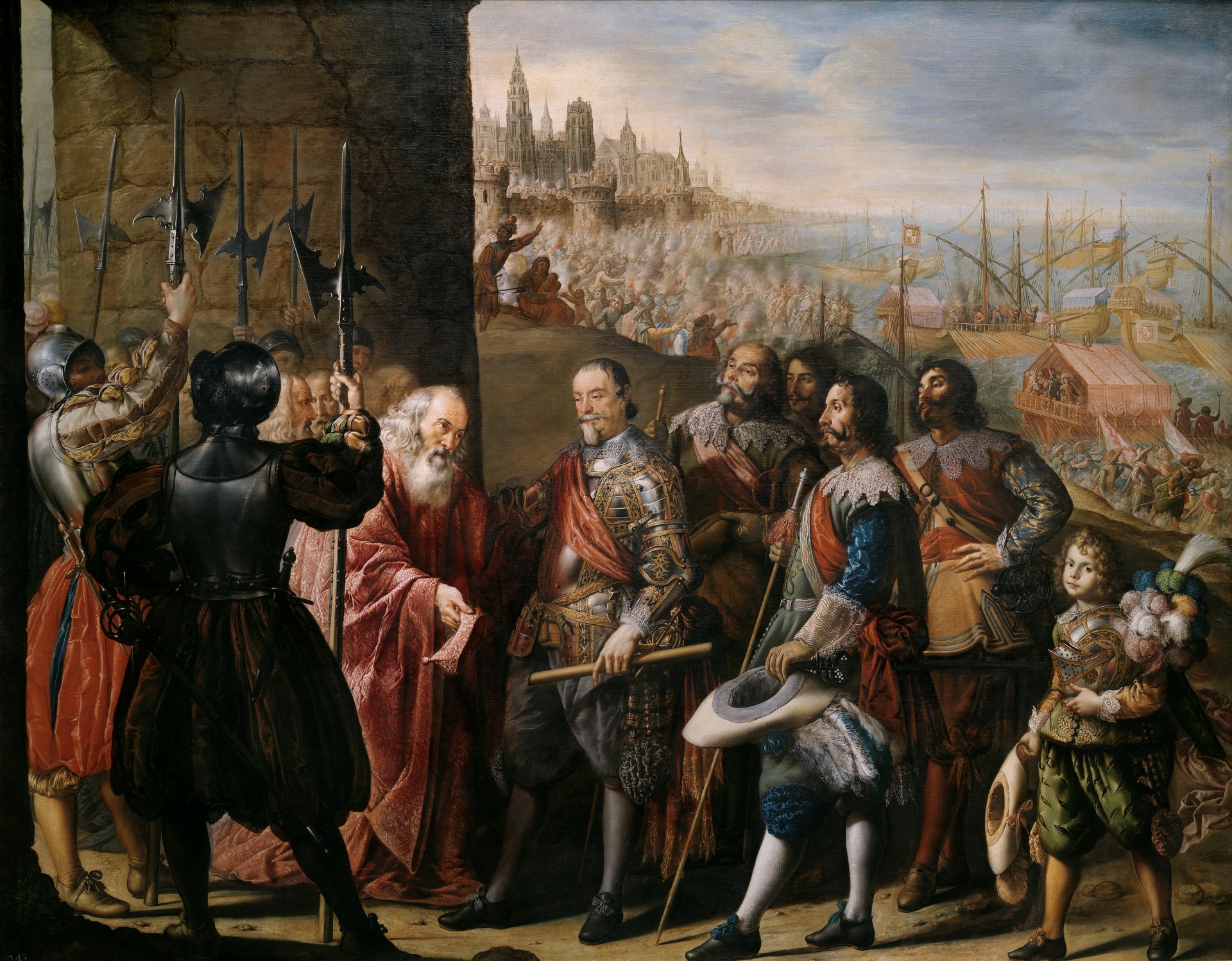
"Socors a Gènova pel marqués de Santa Cruz", 1634. Museu del Prado, Madrid, oli sobre llenç (290x370 cm) d'Antonio de Pereda

- 1596: participà en la defensa de Cadis contra l'atac de la flota anglesa .
- 1603: fou nomenat capità general de les Galeres de Nàpols.
- 1604: actuà a la costa de Grècia, en l'atac a l'illa de Zacint, Patmos i Longo
- 1605: prengué i saquejà la vila d'Estarcho a l'arxipèlag i la ciutat de Durazzo a la costa d'Albània
- Maig del 1612: al comandament de les galeres de Nàpols i en unió amb Octavio de Aragón y Tagliavia que estava al comandament de les de Sicília, van vèncer prop de la Goleta a diverses galeres algerianes
- 1609: transportà als moriscos expulsats d'Espanya
- 1622: expedició a l'Àfrica.
- 1625: rescatà la República de Gènova assetjada per francesos i savoians, acció immortalitzada pel pintor Antonio Pereda per al Saló de Regnes del Palau del Buen Retiro
- 1629: comandà les Galeres del Mediterrani
- 1630 a 1631: ocupà el lloc de governador del Milanesat després de la mort d'Ambrosi Spinola
- 1631: fou general de l'Exèrcit de Flandes en substitució de Hendrik van den Bergh, que va desertar a la República,[1] sent deposat en 1632 en no poder evitar que Maastricht fos presa.[2]
- 1635: intentà l'ocupació de les illes d'Ieras, que va ser malmès per un temporal, ocupant-les finalment